# عقد أنطوان

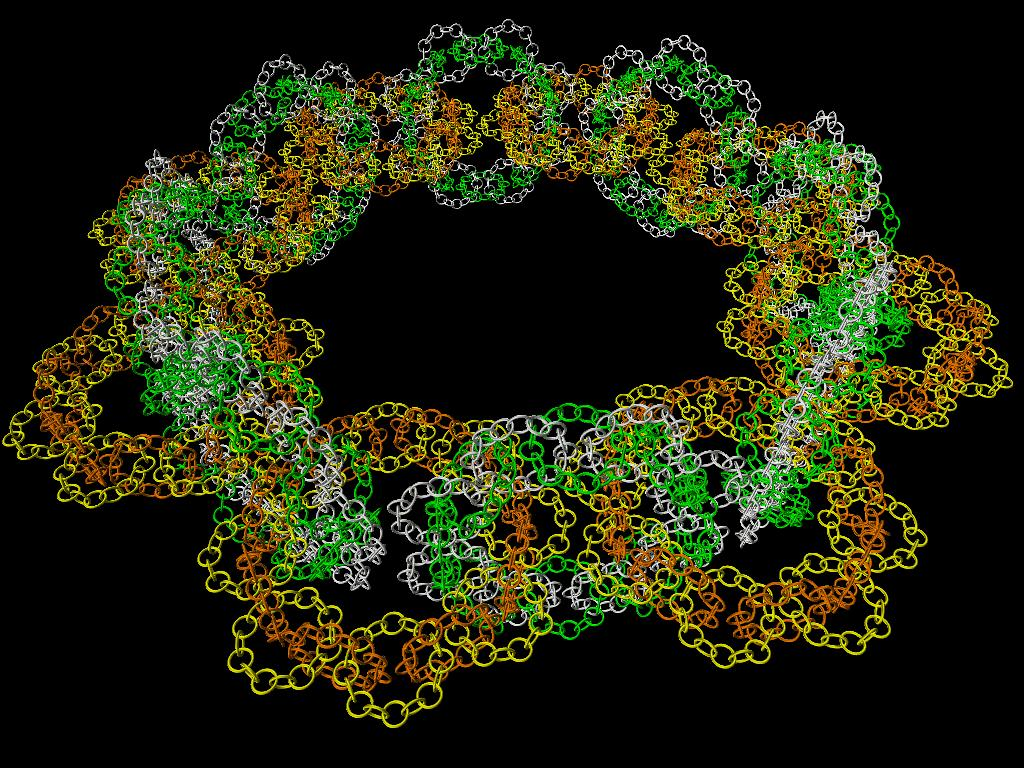

في علم الرياضيات، يرمز مصطلح عقد أنطوان, الذي اكتشفه العالم لويس أنطوان، إلى احتواء طوبولوجي من مجموعة كانتور في فضاء إقليدي ثلاثي الأبعاد، والذي يكون المتمم الخاص به متصلاً.
يتكون هذا العقد من خلال البدء بطارة صلبة (المرحلة 0)، التي تشكل «العقد» والتي يوجد بداخلها أربع طارات صلبة مرتبطة مع بعضها البعض (المرحلة 1)، ثم يتكون بداخل كل طارة من الطارات الأربعة الصلبة عقد آخر بداخله أربع طارات أخرى، وهكذا يتكرر الأمر إلى عدد لا حصر له من المرات. وتتكون المرحلة n من 4 n طارات صلبة, n = 0, 1, 2, 3, . . ..
يتم تحديد عقد أنطوان A باعتباره تقاطعًا يحدث بين كافة المراحل. وحيث أنه يتم اختيار الطارات الصلبة لتصبح صغيرة بشكل عشوائي كلما ازداد رقم المرحلة، فيلزم أن تكون المتممات المتصلة الخاصة بالعقد A نقاطًا فردية. وبالتالي يصبح من السهل التأكد أن A مقفلة، وكثيفة في ذاتها، كما أنها غير متصلة كليًا، مع تميزها بمجموعة مترابطة أصلية. وهذا يكفي لنخلص أن A تعتبر شكلاً متماثلاً استمراريًا بالنسبة لمجموعة كانتور.
ولقد استخدمه العالم ألكسندر (1924) في إنشاء كرة أنطوان القرنية (وهي شبيهة بـ كرة ألكسندر القرنية ولكن ليست نفسها).